# Соколов, Иван Ефимович
Иван Ефимович Соколов (1892—1971) — генерал-майор Советской Армии, участник Гражданской и Великой Отечественной войн, Краснознамёнец (1920).

## Биография
Иван Соколов родился 9 февраля 1892 года.
В 1918 году Соколов пошёл на службу в Рабоче-крестьянскую Красную Армию. Дослужился до должности командира 231-го стрелкового полка.
Приказом Революционного Военного Совета Республики № 212 в 1920 году Иван Ефимович Соколов был награждён орденом Красного Знамени РСФСР.
После окончания войны Соколов продолжил службу в Красной Армии. В 1940 году ему было присвоено звание генерал-майора авиации. В ноябре 1941 года Соколов был направлен на должность командующего Военно-воздушными силами Уральского военного округа. Занимался формированием новых авиационных полков, только за семь последующих месяцев сформировав их в количестве 21 полка.
С июня 1942 года Соколов занимал должность заместителя командующего Уральским военным округом по военным учебным заведениям. Проводил большую работу по совершенствованию деятельности военных учебных заведений округа.
Послевоенная судьба не установлена. Скончался 3 декабря 1971 года, похоронен на Чижовском кладбище Минска.
Был награждён орденом Ленина, тремя орденами Красного Знамени, орденом Красной Звезды и рядом медалей.